# Aulhat-Flat
Aulhat-Flat è un comune francese del dipartimento del Puy-de-Dôme della regione dell'Alvernia-Rodano-Alpi.
È stato creato il 1º gennaio 2016 dalla fusione dei preesistenti comuni di Aulhat-Saint-Privat e Flat.
Il capoluogo è la località di Flat.